# Sede titolare di Tanasia
Tanasia (in latino: Thanatiensis/Tanatiensis seu Thanasiensis/Tanasiensis) è una sede titolare soppressa della Chiesa cattolica.

## Cronotassi dei vescovi titolari
La cronotassi di Tanis potrebbe contenere anche alcuni vescovi di questa sede, in quanto nelle fonti citate le due cronotassi non sono distinte.
- Antoni Fijałkowski † (25 giugno 1858 - 23 marzo 1860 nominato vescovo di Kam"janec')[1]
- Jordan Ballsieper, Cong.Subl.O.S.B. † (28 marzo 1878 - 1º marzo 1890 deceduto)[2]